# Vojtěch Kubašta
Vojtěch Kubašta (* 1914 in Wien; † 1992) war ein tschechischer Architekt und Maler. Er schuf Pop-up-Bücher.

## Biografie
Vojtěch Robert Vladimír Kubašta wurde in Wien geboren. Als er vier Jahre alt war, zog seine Familie nach Prag, wo er sein ganzes Leben verbrachte. Sein künstlerisches Talent stellte er bereits im Alter von vier Jahren unter Beweis. Er hatte den großen Wunsch, Künstler zu werden. Sein Vater hatte jedoch andere Ziele für seinen Sohn. Er wollte, dass er Jura studiert. Dennoch hielt der junge Vojtěch an seinem Wunsch fest, Künstler zu werden, und schließlich stimmte sein Vater zu, dass sein Sohn Architekt werden könne.
Das Studium der Architektur galt damals mehr als künstlerisches Unterfangen denn als technische Disziplin. Einige der großen tschechischen Meistermaler, Grafiker und Illustratoren hielten Vorträge an der Tschechischen Technischen Universität Prag. Kubašta schloss 1938 sein Studium der Architektur und des Bauingenieurwesens ab. Seine Karriere als professioneller Architekt war kurz. Ab den frühen 1940er Jahren war er als Werbegrafiker und auch als Buchgestalter tätig. Seine Illustrationen erfreuten sich zunehmender Beliebtheit.
Als die kommunistische Regierung 1948 die gesamte Verlagsbranche verstaatlichte, musste Kubašta nach neuen Orten suchen, um sein künstlerisches Talent zu vermarkten. Er war an der Gestaltung von Werbematerialien für tschechoslowakische Produkte im Ausland beteiligt. Er schuf dreidimensionale Karten, auf denen für Porzellan, Nähmaschinen, Bleistifte, Pilsner Bier, Sonnenbrillen und andere Produkte geworben wurde. Zu jeder Weihnachtszeit entwarf und illustrierte er eine neue Krippe, in der er die traditionelle tschechische Weihnachtskulisse einfing.
1956 entwarf er sein erstes Märchen-Pop-up-Buch: „Rotkäppchen“. Kubašta bot dieses Pop-up-Buch dem in Prag ansässigen Artia Verlag zur Veröffentlichung an. Im Jahr 1962 wurden seine Illustrationen in „Vor langer Zeit“ vorgestellt, einem Buch mit 70 Märchen aus aller Welt.
Kubaštas dreidimensionale Bücher machten ihn in den folgenden Jahren zum bekanntesten Buchgestalter und Illustrator des Verlags. Seine Pop-up-Bücher wurden in 24 verschiedenen Sprachen veröffentlicht und 35 Millionen Mal verkauft. Heute sind Originalausgaben seiner Illustrationen und Bücher bei Sammlern auf der ganzen Welt begehrt.
Die Ausstellung seiner Arbeiten in der Gallery in the Grove ist das erste Mal, dass Vojtěch Kubaštas Originalkunstwerke von der kanadischen Öffentlichkeit gesehen werden. Seine magischen Pop-up-Bücher wurden im April 2002 in der Toronto Public Library als Teil der Osborne-Sammlung früher Kinderbücher ausgestellt. Seine Bücher wurden auch in Martha Stewart Living und CBS News Sunday Morning vorgestellt.
Kubaštas erste einzige retrospektive Ausstellung in Nordamerika wurde im Februar 2005 vom Bienes Museum des modernen Buches in Fort Lauderdale, Florida organisiert. Während einer kürzlichen Ausstellung von Pop-ups und beweglichen Büchern in Chicago im September 2006 widmete das Columbia College Chicago seine gesamte Galerie der Kunst von Vojtěch Kubašta. Die Stadt Prag förderte im Dezember 2006 eine Ausstellung seiner Arbeiten.

## Werke (Auswahl)
- 1958: Cinderella
- 1962: Der fliegende Koffer
- 1969: Trî zlaté vlasy děda Vševěda
- 1970: Sněhurka a sedm trpaslíků